# Shenmue II
Shenmue II (シェンムーII?, Shenmū Tsū) è un videogioco di avventura dinamica del 2001, sviluppato da Sega-AM2 e pubblicato da SEGA e Microsoft Game Studios per Dreamcast e Xbox. Si tratta del seguito di Shenmue (1999). 
Shenmue II è uscito su Dreamcast il 6 settembre 2001 in Giappone e il 23 novembre 2001 in Europa. Successivamente Microsoft ottenne i diritti per la pubblicazione del gioco negli Stati Uniti su Xbox, e la versione americana per Dreamcast fu quindi annullata; la versione per Xbox uscì in Nord America il 28 ottobre 2002. 
Diversamente da Shenmue, non venne realizzato un doppiaggio in lingua inglese nella versione per Dreamcast; per questo motivo al doppiaggio originale in lingua giapponese furono aggiunti i sottotitoli in inglese.

## Trama
Shenmue II è ambientato sull'isola di Hong Kong, in quattro zone principali – il porto di Aberdeen, Wan Chai, la città murata di Kowloon e Guilin. La storia continua l'avventura del diciottenne lottatore di arti marziali Ryo Hazuki nel cercare Lan Di, il misterioso cinese che uccise suo padre e rubò uno strano specchio con un disegno di un drago, stavolta siamo in Cina.
All'inizio, l'obiettivo principale di Ryo è di trovare il Maestro Lishao Tao e di imparare da lui che avrebbe potuto aiutarlo per trovare Yuanda Zhu, come spiegato verso la fine del primo episodio. Yuanda Zhu, d'accordo con Master Chen, può aiutare Ryo a trovare Lan Di. Nel mezzo della ricerca di tracce per trovare Tao, Ryo conosce dei lavoratori del porto di Aberdeen e scopre l'esistenza di una gang chiamata The Heavens.
Ryo incontra Lishao Tao, che si scopre essere una donna chiamata Xiuying, che permette a Ryo di stare con lei e gli insegna grandi cose a proposito delle arti marziali e a proposito di sé stesso. Inoltre prova a dimostrargli che non ha possibilità di sconfiggere Lan Di e che la sua avventura è destinata a finire male.
Lishao Tao è poco propensa ad aiutare Ryo nella sua ricerca di Yuanda Zhu e per questo Ryo si mette in proprio per trovarlo. Comunque, Tao aiuta Ryo lo stesso, vegliando su di lui. Ryo presto scopre che l'unica persona che sa dov'è Zhu è il leader dei The Heavens, Wuying Ren (al quale normalmente ci si riferisce come Ren). Con l'aiuto di Joy e Wong, Ryo riesce a localizzare il quartier generale dei The Heavens e poco dopo riesce a incontrare Ren. Tuttavia, Ren inizialmente prova a truffare Ryo, fino a che non si confronta con lui in un frenetico inseguimento che culmina con la rivelazione dell'esistenza del Phoenix Mirror e Ren intravede l'opportunità di arricchirsi e in cambio del denaro che si ricaverà promette di aiutare Ryo.
Poco dopo, Ryo incontra di nuovo Ren a Kowloon e la sua ricerca di Yuanda Zhu continua. Durante la ricerca, lui e Ren scoprono che non sono gli unici che stanno cercando Zhu e presto scoprono che Dou Niu, il capo di una gang chiamata The Yellowheads (nemici della gang di Ren) e il suo partner, una donna chiamata Yuan, stanno anch'essi inseguendo Zhu, per consegnarlo a Lan Di.
Dopo aver trovato abbastanza indizi, Ryo entra in un edificio apparentemente abbandonato a Kowloon. Al suo interno finalmente incontra Yuanda Zhu, ma il loro incontro dura poco perché Dou Niu, Yuan e altri membri dei Yellowheads compaiono alle loro spalle. Nel mezzo di uno scontro che costringe Ryo a buttarsi fuori dall'edificio, i Yellowheads catturano Zhu e lo imprigionano nel loro quartier generale in attesa dell'arrivo di Lan Di.
Ryo, con l'aiuto di Ren (e più tardi di Wong e Joy), vuole salvare Zhu dalla prigionia. Insieme, lui e Ren si infiltrano nel quartier generale dei Yellowheads, dividendosi per cercare meglio. Dopo una lunga serie di eventi, Ryo arriva ad una arena di combattimento per mezzo di un ascensore dove scopre che Joy è presa d'ostaggio da un potente combattente chiamato Baihu. Egli sfida Ryo in combattimento promettendogli che se avesse vinto, Joy sarebbe stata libera.
Ryo vince e Joy viene liberata. Subito proseguono verso il tetto poiché è lì che Dou Niu ha imprigionato sia Zhu che Wong. Appena Ryo arriva sul tetto, Ren si riunisce a lui e in quel momento Lan Di arriva appeso ad una scala di corde che penzola da un elicottero.
Superata la momentanea distrazione, Ryo ingaggia un combattimento con Dou Niu, sconfiggendolo. Subito dopo, riesce a salvare Zhu dalle grinfie di Lan Di ma non può far nulla per fermarlo, e Lan Di vola via dal palazzo. In seguito, Ryo e Zhu discutono di molte cose mentre si trovano al nascondiglio di Ren a Kowloon.
Zhu rivela il vero nome di Lan Di (Longsun Zhao) e la funzione dei due specchi rappresentanti la fenice e il dragone, cioè che dovrebbero rivelare il luogo del tesoro che è destinato a condurre la resurrezione della Dinastia Qing. Zhu dice a Ryo che sarebbe meglio se cercasse informazioni al Bailu Village a Guilin. Ryo è interessato dal luogo perché ha scoperto che Lan Di è diretto lì.
A Guilin, Ryo incontra una ragazza chiamata Shenhua, un abitante del Bailu Village (che si vede in alcuni sogni nel precedente episodio), ed è qui che si rivela che il titolo "Shenmue" si riferisce ad un antico albero. Shenhua conduce Ryo a casa sua e appena arriva Ryo scopre che la sua famiglia è in qualche modo connessa con gli specchi. Allora vanno alla cava di pietre dove il padre di Shenhua lavora ma trovano la miniera completamente abbandonata. Trovano una nota misteriosa e una strana spada al suo interno. Usando la spada e lo specchio Ryo sistema un meccanismo che rivela una rappresentazione gigante dei due specchi. Vicino alla fine del gioco le cose cominciano a cambiare con Shenhua che sembra avere un qualche potere sovrannaturale e il meccanismo della miniera che fa fluttuare in aria la spada.
Il gioco finisce con questa suspense che fa intendere che la saga continuerà.

## Differenze tra le versioni per Xbox e Dreamcast
Quando la versione americana del gioco fu pubblicata per Xbox nel 2002, essa presentava alcuni cambiamenti e miglioramenti apportati alla versione originale. La differenza più significativa è l'inclusione del doppiaggio inglese, con Corey Marshall che diede la voce a Ryo Hazuki (葉月 涼 Hazuki Ryō). Vi furono due nuove aggiunte al gameplay: una modalità Snapshot per fare foto al mondo di gioco o catturare schermate dei filmati di intermezzo da salvare sull'hard disk dell'Xbox e, una modalità Filters per modificare i filtri di colore. La grafica ha subito un leggero miglioramento grazie al più prestante hardware Xbox (per esempio furono migliorati gli effetti di luce durante scene notturne, la rappresentazione dell'acqua, ...), il frame rate è stato fissato a 30 frame al secondo costanti  (riducendo i cali che si verificavano quando il numero personaggi a schermo era notevole, nella versione per Dreamcast si verificava la scomparsa a video di questi ultimi durante le scene più affollate), i caricamenti sono stati resi più veloci. La versione per Xbox fece uso anche del sistema Quincunx Anti-Aliasing (come molti altri giochi Xbox).
Il gioco in versione Xbox è contenuto in un solo DVD ed è stato venduto assieme a  Shenmue: The Movie. Nella versione Dreamcast invece, il gioco è distribuito su 4 GD-ROM.

## Accoglienza
La rivista Retro Gamer lo ha classificato come il miglior gioco uscito per Dreamcast assieme al capitolo precedente Shenmue su un massimo di venticinque titoli.